# René Demoitelle
René Emile Gérard Demoitelle (Luik, 2 februari 1891 - Grivegnée, 31 december 1955) was een Belgisch volksvertegenwoordiger en burgemeester.

## Levensloop
Demoitelle werd in 1921 verkozen tot gemeenteraadslid van Grivegnée, was er schepen van 1921 tot 1945, en burgemeester van 1945 tot aan zijn dood.
In september 1944 volgde hij als socialistisch senator voor het arrondissement Luik de in een concentratiekamp omgekomen René Delbrouck op. Hij vervulde dit mandaat eveneens tot aan zijn dood.